# Аокусо, Пауло
Пауло Аокусо (англ. Paulo Aokuso, род. 20 мая 1997, Маунт Друитт, окраина Блэктауна, пригород Сиднея, Новый Южный Уэльс, Австралия) — австралийский боксёр-профессионал, выступающий в полутяжёлой весовой категории. Участник Олимпийских игр 2020 года, многократный победитель и призёр международных и национальных турниров в любителях.
Среди профессионалов бывший чемпион по версии IBO Inter-Continental (2023) и чемпион Австралазии по версии ANBF (2022—2023) в полутяжёлом весе.
Лучшая позиция по рейтингу BoxRec — 23-я (декабрь 2023) и является 2-м среди австралийских боксёров полутяжёлой весовой категории, а по рейтингам основных международных боксёрских организаций занял: 19-ю строку рейтинга WBC, — входя в ТОП-25 лучших полутяжеловесов всего мира.

## Биография
Родился 20 мая 1997 года в местечке Маунт Друитт, на окраине Блэктауна, в западном пригороде Сиднея, в Новом Южном Уэльсе, в Австралии.
Сегодня он проживает в Сиднее, Австралия.

## Любительская карьера

### Олимпийские игры 2020 года
В марте 2020 года, в Аммане (Иордания) участвуя на квалификационном турнире от Азии/Океании в весе до 81 кг, в 1/8 финала соревнований — в конкурентном бою по очкам (3:2) победил узбекского боксёра Дилшодбека Рузметова, в четвертьфинале по очкам (5:0) победил вьетнамца Нгуена Мань Куонга, затем в полуфинале по очкам (5:0) победил китайца Чэн Дасяна и дошёл до финала, где по очкам (0:5) проиграл опытному казахстанскому боксёру Бекзату Нурдаулетову, но всё таки прошёл квалификацию на Олимпийские игры в Токио.
И в июле 2021 года стал участником Олимпийских игр в Токио, где он в 1/8 финала соревнований — в конкурентном бою по очкам (2:3) проиграл российскому боксёру выступающему за Испанию Газимагомеду Джалидову.

## Профессиональная карьера
6 апреля 2022 года в Сиднее (Австралия) дебютировал на профессиональном ринге, досрочно техническим нокаутом в 5-м раунде победив своего опытного соотечественника Майкла ван Нимвегена (11-7), и первом своём профессиональном бою завоевал вакантный титул чемпиона Австралазии по версии ANBF в полутяжёлом весе.
23 ноября 2022 года вновь в Сиднее (Австралия) досрочно техническим нокаутом во 2-м раунде победил опытного перуанского гейткипера-ветерана Давида Сегарра (35-8-1).
12 марта 2023 года в Сиднее (Австралия) единогласным решением судей (счёт: 100-89, 99-90, 97-92) победил опытного нокаутёра-слаггера кубинца Юниески Гонсалеса (21-5, 17 KO), и завоевал вакантный титул чемпиона по версии IBO Inter-Continental в полутяжёлом весе.

## Статистика профессиональных боёв
В таблице перечислены результаты всех поединков боксёров.
В каждой строке указан результат поединка. Дополнительно номер поединка обозначен цветом, который обозначает итог поединка. Расшифровка обозначений и цветов представлена в нижеследующей таблице.
| Пример | Расшифровка                     |
| ------ | ------------------------------- |
|        | Победа                          |
|        | Ничья                           |
|        | Поражение                       |
|        | Планируемый поединок            |
|        | Поединок признан несостоявшимся |
| КО     | Нокаут                          |
| ТКО    | Технический нокаут              |
| PTS    | Решение судей (по очкам)        |
| UD     | Единогласное решение судей      |
| MD     | Решение большинства судей       |
| SD     | Раздельное решение судей        |
| RTD    | Отказ от продолжения боя        |
| DQ     | Дисквалификация                 |
| NC     | Поединок признан несостоявшимся |

| 6 поединков, 6 побед (3 нокаутом). | 6 поединков, 6 побед (3 нокаутом). | 6 поединков, 6 побед (3 нокаутом). | 6 поединков, 6 побед (3 нокаутом). | 6 поединков, 6 побед (3 нокаутом).                                                  | 6 поединков, 6 побед (3 нокаутом). | 6 поединков, 6 побед (3 нокаутом). |
| Бой                                | Рекорд                             | Дата боя                           | Соперник                           | Место проведения боя                                                                | Раундов, время                     | Дополнительно |
| ---------------------------------- | ---------------------------------- | ---------------------------------- | ---------------------------------- | ----------------------------------------------------------------------------------- | ---------------------------------- | --- |
| 6                                  | 6-0                                | 7 октября 2023                     | Габриэль Омар Диас (14-5)          | Entertainment Centre, Таунсвилл, Квинсленд, Австралия                               | MD 10 (10)                         | Счёт: 98-92, 97-94, 95-95. Бой за вакантный титул чемпиона по версии IBO Inter-Continental в полутяжёлом весе. Аокусо превысил лимит веса и был лишён титула. |
| 5                                  | 5-0                                | 19 июля 2023                       | Ренольд Квинлан (16-12)            | Hoops Capital East, Мури-Парк, Сидней, Новый Южный Уэльс, Австралия                 | UD 8 (8)                           | Счёт: 80-72 (трижды). |
| 4                                  | 4-0                                | 12 марта 2023                      | Юниески Гонсалес (21-5)            | Qudos Bank Arena, Сиднейский Олимпийский Парк, Сидней, Новый Южный Уэльс, Австралия | UD 10 (10)                         | Счёт: 100-89, 99-90, 97-92. Завоевал вакантный титул чемпиона по версии IBO Inter-Continental в полутяжёлом весе.                                             |
| 3                                  | 3-0                                | 23 ноября 2022                     | Давид Сегарра (35-8-1)             | Aware Super Theatre, Сидней, Новый Южный Уэльс, Австралия                           | TKO 2 (10), 1:48                   | |
| 2                                  | 2-0                                | 29 июня 2022                       | Роберт Берридж (30-8-1)            | Convention & Exhibition Centre, Брисбен, Квинсленд, Австралия                       | TKO 2 (10), 1:09                   | Защитил титул чемпиона Австралазии по версии ANBF в полутяжёлом весе.                                                                                         |
| 1                                  | 1-0                                | 6 апреля 2022                      | Майкл ван Нимвеген (11-7)          | Hordern Pavilion, Сидней, Новый Южный Уэльс, Австралия                              | TKO 5 (8)                          | Завоевал вакантный титул чемпиона Австралазии по версии ANBF в полутяжёлом весе. Дебют в профессиональном боксе.                                              |
| Бой                                | Рекорд                             | Дата боя                           | Соперник                           | Место проведения боя                                                                | Раундов, время                     | Дополнительно |